# Сапоніни

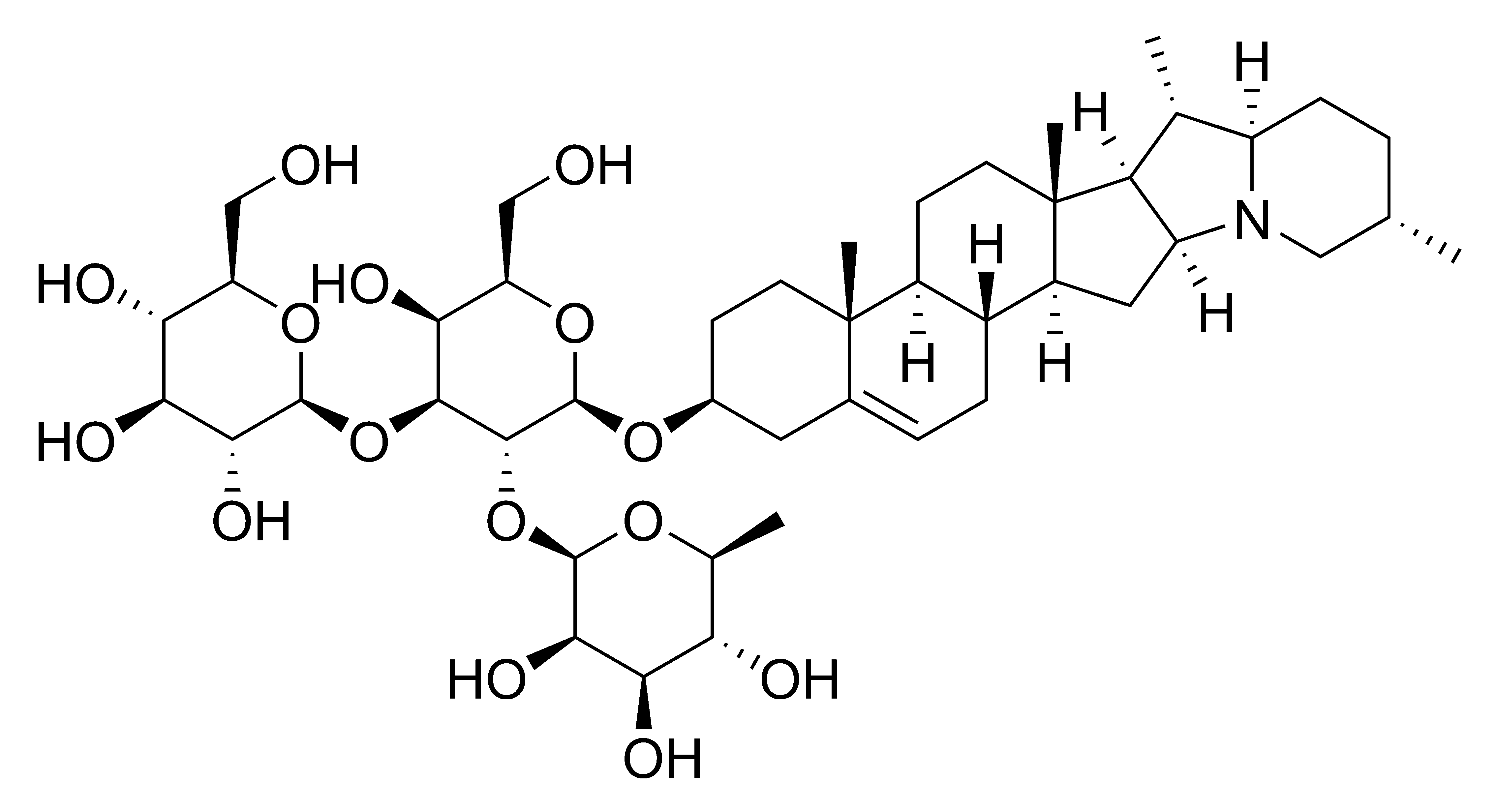
Хімічна структура сапоніну

Сапоніни (від лат. sapo , родовий відмінок saponis — мило) — це складні безазотисті сполуки групи глікозидів рослинного походження з поверхнево-активними властивостями. До складу сапонінів входять моносахариди та невуглеводні сапогеніни (аглікони). Розчини сапонінів при збовтуванні утворять густу стійку піну. Добре розчинні у воді та спирті. Широко поширені в природі, зустрічаються в різних частинах рослин — листах, стеблах, квітах, плодах.

## Загальний опис
Рослинні глікозиди, олігосахаридний ланцюг молекул яких
зв'язаний з агліконом — сапогеніном. Такі глікозиди дають
молекулярні сполуки з фенолами, меркаптанами, вищими
спиртами. Аддукти зі стеринами й іншими 3β-оксистероїдами
використовуються для виділення та кількісного визначення як
сапонінів, так і стеринів. Є оптично активними, твердими,
пінотворними речовинами. Викликають гемоліз крові. При
кислотному або ферментативному гідролізі розщеплюються на
монози й невуглеводну частину — аглікон (сапогенін).
Сапоніни виявлені в глоді криваво-червоному (у всіх частинах рослини), глоді колючому (квітках і плодах), цмині пісковому (в квітках), кремені гібридній (в кореневищі), бархаті амурському (в корінні), айстрі альпійській (у всіх частинах рослини), ароннику плямистому (в клубнях), арахісі підземному(в насінні), актинідії полігамній (в листках і стеблах), айланті найвищому (в корі), чистотілі звичайному (в наземних частинах рослини), пустирнику (в наземних частинах рослини), подорожнику (наземна частина рослини), грициках звичайних (стебла і листя), родовику лікарському (в підземних частинах рослини), чаї китайському (в листках і насінні), шпинаті городньому (стебла і листя), фіалці триколірній (стебла і листя), спаржа (корені), тамусі звичайному (в корі і корінні) і ін..

Залежно від хімічної будови розрізняють стероїдні та тритерпенові сапоніни.

## Аглікони
Аглікони сапонінів називаються сапогенінами. За хімічною будовою вони поділяються на дві групи:
- стероїдні спирти (С27);
- похідні тритерпенових (сапонігенових) кислот (С30).

## Стероїдні сапоніни
Стероїдні сапоніни належать до групи природних глікозидів, яким притаманна значна гемолітична активність. Стероїдні сапоніни знайдено в рослинах різних родин, але головним чином у рослинах родин діоскорейних, бобових, жовтецевих і лілійних. При вивченні біологічної дії стероїдних сапонінів виявлено значну їх фунгіцидну, протипухлинну, цитостатичну активність. Вони знижують артеріальний тиск, нормалізують серцевий ритм, уповільнюють і поглиблюють дихання. Препарат поліспонін, який виготовляють з рослини діоскореї, має холестеринемічну дію і вживається для лікування атеросклерозу. Стероїдні сапоніни використовують як вихідну сировину для синтезу стероїдних гормонів.

## Тритерпенові сапоніни
Переважна більшість тритерпенових сапонінів також виявляють значну гемолітичну дію. Вони руйнують оболонку еритроцитів і вивільнюють гемоглобін. Сапоніни мають їдкий гіркий смак, подразнюють слизову оболонку глотки, шлунка та кишок, викликають блювання та збільшують бронхіальну секрецію. Призначають сапоніни при тяжкому сухому кашлі для розрідження харкотиння. Сапоніни різних рослин виявляють різну фармакологічну дію. Сапоніни солодцю мають естрогенну властивість, елеутерокока — підвищують опірність організму, женьшеня (панаксозиди) — дають значний адаптогенний ефект.

Препарат сапарал, який одержують з коренів аралії маньчжурської, складається з суми тритерпенових глікозидів олеанової кислоти. Сапаралу притаманна протинаркотична дія, він посилює скорочення міокарда, знімає стреси. Його застосовують при астеноневротичних станах.

## Сахариди
Найпоширеніший цукровий компонент сапонінів — D-глюкоза. Досить часто зустрічаються D-галактоза, D-ксилоза, L-рамноза й інші вуглеводи.

## Нейтральні сапоніни
Глікозиди стероїдних спиртів є нейтральними сапонінами. До них належать стероїди листів наперстянки (лат. Digitális).

## Тритерпенові похідні
Тритерпенові сапоніни — це глікозиди, сапогенінами яких є пентациклічні або тетрациклічні тритерпеноїди (С30Н48).
Пентациклічні сполуки походять від урсану (α-амірин), олеанану (β-амірин), лупану (лупеол), гопану.
Тетрациклічні сапоніни у природі представлені похідними: циклоартану (циклоартенол) і дамарану (дамарандіол).

## Фізіологічна дія
Відомою є дія холестерину як протиотрута сапонінів люцерни.